# Zitronenbuntbarsch

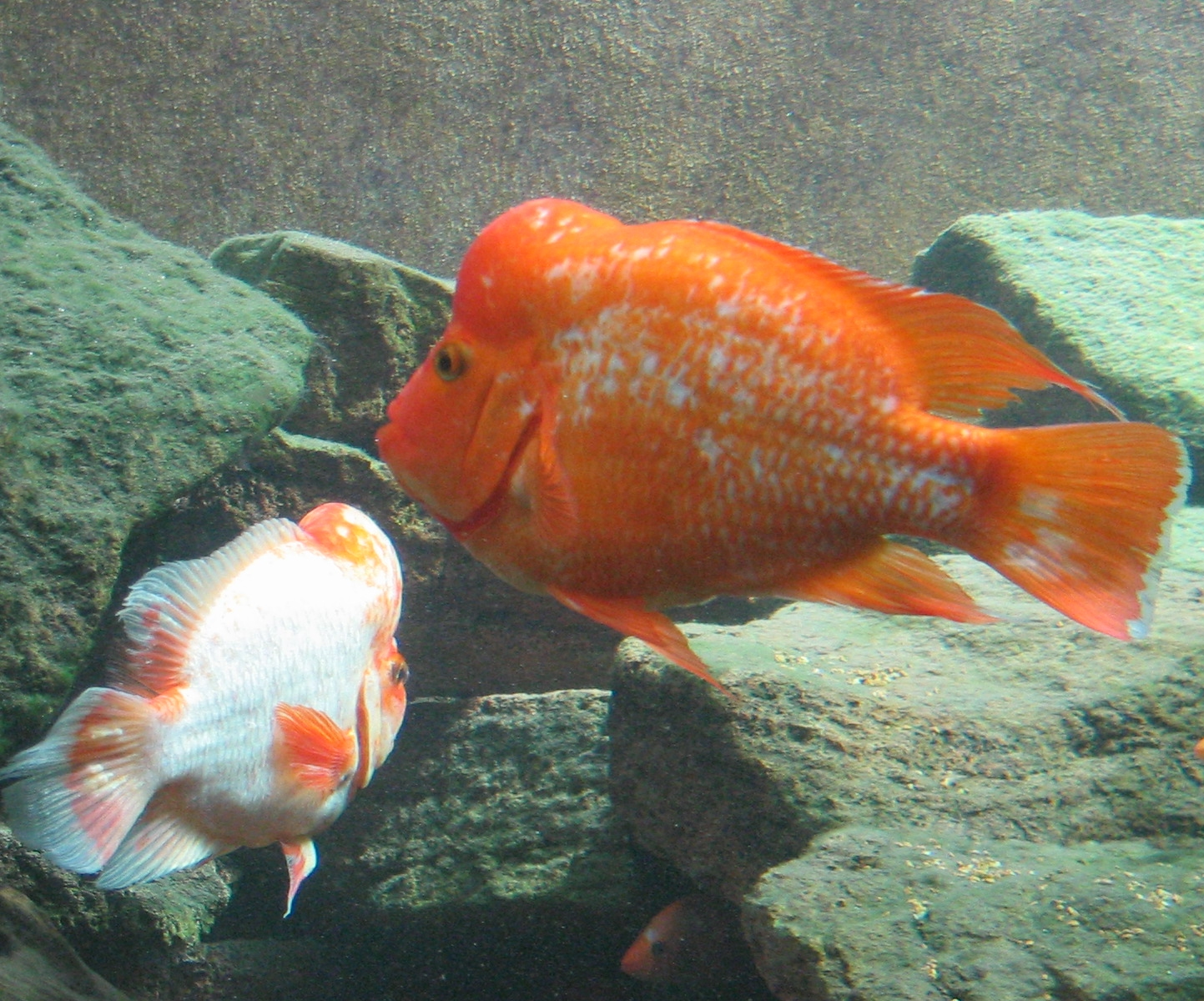
Zwei Zitronenbuntbarsche

Der Zitronenbuntbarsch (Amphilophus citrinellus, Syn.: Cichlasoma citrinellum) ist eine Fischart aus der Familie der Buntbarsche und in Mittelamerika (Nicaragua, Costa Rica) östlich der Hauptwasserscheide verbreitet. Er gehört zur Gruppe der Substratsieber.

## Merkmale
Die Tiere haben gewöhnlich eine graugrüne Grundfarbe und zeigen darauf je nach Herkunft (Nicaraguasee, Managuasee, Xiloasee, Apoyosee, Apoyeque, Masaya, Vojoa, Tiscapa) ein dunkles Bändermuster und unterschiedliche Rot- und Gelbanteile. Ab einer Länge von etwa 12 cm zeigen einige Tiere kräftige Färbungen von gelbweiß, zitronengelb bis zu gelborange. Jungfische sind immer dunkelgrau und gestreift. Männchen werden bis zu 30 cm groß, weibliche Tiere bleiben in der Regel kleiner. Die Männchen zeichnen sich im Alter durch einen ausgeprägten Stirnbuckel aus. Sie haben außerdem eine kegelförmige Genitalpapille und längere Flossen als die Weibchen.

## Verwechslungsmöglichkeit
Diese besteht möglicherweise mit Amphilophus labiatum, der sich durch dickere Lippen auszeichnet. Aber auch beim Zitronenbuntbarsch scheint es im Apoyeque-Kratersee dicklippigere Formen zu geben, die möglicherweise eine eigene, bisher unbeschriebene Art bilden und deshalb vorerst provisorisch als Amphilophus cf. citrinellum bezeichnet werden. Ausgewachsene Zitronenbuntbarsche sind für gewöhnlich hochrückiger als Amphilophus labiatum.

## Lebensweise
Amphilophus citrinellus ist ein paarbildender Offenbrüter und sehr aggressiv. Die Eier werden an einer sauber geputzten, oft senkrechten oder schrägen festen Stelle abgelegt und von beiden Elterntieren bewacht. Beide Elterntiere kümmern sich um die Brut (Elternfamilie), die geschlüpften Larven werden vom Weibchen in eine vorbereitete Grube übertragen. Beim Zitronenbuntbarsch wurde beobachtet, dass die Jungfische vom Körperschleim der Eltern fressen. Im Schleim konnten erhöhte Konzentrationen von Prolactin, Wachstumshormonen und Thyroxin festgestellt werden.
Der Zitronenbuntbarsch siebt sein Futter nicht aus dem Untergrund, sondern pickt es eher heraus, er ist aber trotzdem der Gruppe der Substratsieber zugeteilt. Wirbellose stellen den Hauptbestandteil der Nahrung dar.